# Silvesterkapelle (Mindelheim)

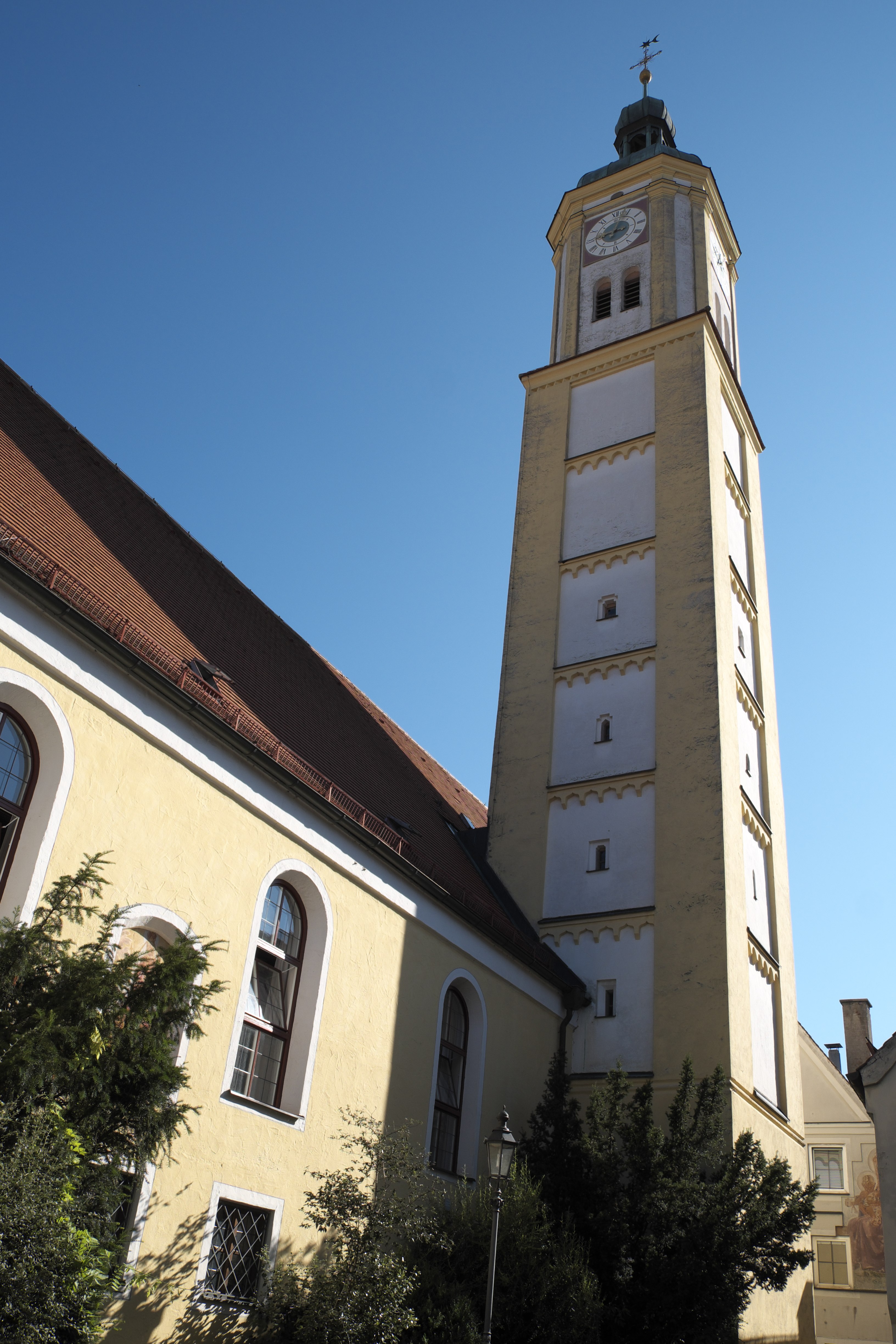
Silvesterkapelle in Mindelheim

Die ehemalige katholische Kapelle St. Silvester in Mindelheim, der Kreisstadt des oberschwäbischen Landkreises Unterallgäu in Bayern, wurde um 1409 errichtet. Das Bauwerk an der Hungerbachgasse 9 steht unter Denkmalschutz.

## Beschreibung
Der spätgotische Satteldachbau wurde von Anna von Polen, der Gemahlin Ulrichs I. von Teck, gestiftet. Die Kapelle wurde Anfang des 19. Jahrhunderts profaniert.
Der 48 Meter hohe Turm an der Südseite wird von einer Laternenkuppel bekrönt. Im 18. Jahrhundert wurden Veränderungen vorgenommen. Umbauten erfolgten im 19. Jahrhundert und 1948/49.

## Heutige Nutzung
Seit 1979 befindet sich in der Kapelle das Schwäbische Turmuhrenmuseum.